# Соболева, Марина Михайловна
Марина Михайловна Соболева (род. 27 января 1961, Москва, СССР) — советская фехтовальщица на рапирах, двукратная чемпионка мира в команде, призёр Универсиад, участница Олимпийских игр 1988 года, заслуженный мастер спорта.

## Биография
Марина Соболева родилась 27 января 1961 года в Москве.
Выступала за клуб «Динамо» (Москва), награждена нагрудным знаком «Почетный динамовец».
Тренировалась под руководством Александры Ивановны Забелиной.
В 1979 года Марина Соболева выступила на первенстве мира среди юниоров, где заняла 4-е место в личном турнире рапиристов. 
В 1981 году Марина выиграла первенство мира среди юниоров в личном турнире на рапирах. В том же году стала серебряной медалисткой Универсиады в командном зачёте. На чемпионате мира 1981 года в Клермон-Ферране в составе сборной СССР Марина Соболева берёт золото в командном соревновании на рапирах, а в личном зачёте заняла 8-е место.
На Универсиаде 1985 года в Кобе Марина Соболева взяла бронзу в фехтовании на рапирах в личном первенстве и серебро в командном. На чемпионате мира 1985 года в Барселоне заняла 3-е место в командном первенстве на рапирах.
В 1986 году второй раз становится чемпионкой мира в командном турнире рапиристов.
В 1988 году Марина Соболева выступила в составе сборной СССР на Олимпийских играх в Сеуле, где в командном турнире рапиристов заняла 4-е место.

## Результаты

### Олимпийские игры
| Дисциплина       | 1988 |
| ---------------- | ---- |
| Командная рапира | 4    |

### Чемпионаты мира
| Дисциплина       | 1981 | 1983 | 1985 | 1986 | 1987 |
| ---------------- | ---- | ---- | ---- | ---- | ---- |
| Рапира           | 8    | 39   | 37   | 15   | 39   |
| Командная рапира | 1    | 4    | 3    | 1    | 7    |